# Arsenie Voaideș
Arsenie Voaideș, pe numele de mirean Augustin Voaideș, (n. 24 ianuarie 1951, Huisurez, comuna Dămuc, județul Neamț – d. 16 februarie 2018, Mănăstirea Berzunți, județul Bacău) a fost un arhimandrit ortodox român, stareț al Mănăstirii Berzunți din județul Bacău.

## Biografie
S-a născut în satul Huisurez, comuna Dămuc, județul Neamț, la 24 ianuarie 1951, din părinții Neculai și Anghelina, de credință ortodoxă. A primit la botez numele Augustin. În 1987, IPS Eftimie, pe atunci Episcop al Romanului și Hușilor, voind să regenereze monahismul în eparhia sa, a cerut de la mitropolitul Moldovei și Sucevei, Teoctist Arăpașu, pe Părintele Arsenie de la Putna. Astfel, cel ce avea să devină părintele duhovnicesc al acestei zone pitorești Hușilor, voind să revigoreze monahismul în această eparhie cerută, a fost trimis, de ascultare, ca paznic, în acest loc care atunci se numea Schitul Savu. În ziua de 8 noiembrie 1988, la sărbătoarea Sfinților Arhangheli Mihail și Gavriil, a fost hirotonit diacon de către ierarhul de pioasă amintire, ÎPS Eftimie Luca, pentru ca, în următoarea duminică, să fie hirotonit ieromonah pe seama Mănăstirii „Sf. Sava”. Așa a început osteneala misionară a Părintelui Arsenie în această regiune încărcată cu frumuseți naturale, dar și de istorie.
În anul 2001 a absolvit cursurile Seminarului Teologic Liceal „Veniamin Costache”, de la Mănăstirea Neamț, județul Neamț. În anul 2005 a devenit licențiat al Facultății de Teologie „Sf. Filofteia” din Pitești, având ca teză „Semnificația Sfintei Cruci în viața credincioșilor”, iar în anul 2007 a absolvit cursurile de masterat ale aceleiași facultăți.
Odată cu formarea teologică, părintele Arsenie s-a preocupat și de formarea obștii monahale, dar și de refacerea bisericii mănăstirii, grav afectată de timpurile vremii. Între 1992-2002 lăcașul monahal a fost consolidat, extins și înfrumusețat, astfel încât, la praznicul Schimbării la Față din anul 2002, a fost sfințit ansamblul eclesial al mănăstirii.
Situată la o distanță de 100 de km de Berzunți, Mănăstirea Pogleț este tot o ctitorie a părintelui Arsenie Voaideș. Și aici, prin grija părintelui, s-a întemeiat o obște de maici. Chiliile și gospodăria anexă s-au realizat tot în perioada anilor 1996-2007, dar gospodărirea a continuat până în zilele noastre.
Părintele arhimandrit a murit în 16 februarie 2018.